# Río Wenatchee
El río Wenatchee (en inglés: Wenatchee River) es un corto río de Estados Unidos de la región del Pacífico Noroeste, un afluente por la margen derecha  del río Columbia que discurre por el centro del estado de Washington. Nace en el lago Wenatchee (10,04 km²) y fluye hacia el sureste unos 85,3 km, desembocando en el Columbia inmediatamente al norte de  Wenatchee. En su camino pasa por las localidades de Plain, Leavenworth (2002 hab. est. en 2015), Peshastin, Dryden, Cashmere (3159 hab.), Monitor y la ciudad de Wenatchee (33 636 hab.), todas en el condado de Chelan. El río atrae turistas, en especial a entusiastas del kayak y del rafting.
Los principales afluentes son el río Chiwawa (60,7 km) y los arroyos Nason, Peshastin e Icicle (52.7 km). Drena una cuenca de 3452 km².

## Historia
Históricamente, el río era la línea divisoria entre el condado de Okanogan y el condado de Kittitas, pero desde la formación del condado de Chelan alrededor de 1899 el río ha quedado en el centro del nuevo condado.
El agua del río Wenatchee y de sus afluentes se ha desviado para el riego desde 1891, principalmente para los huertos. Hay dos presas pequeñas en el río Wenatchee, la presa de Tumwater Canyon, que se encuentra justo al oeste de la comunidad de Leavenworth, y la presa de Dryden, una presa baja ubicada a las afueras de la ciudad de Dryden. La presa de Tumwater Canyon originalmente proporcionaba energía al túnel originariamente de ferrocarril de 3,2 km de longitud utilizado cerca del paso Stevens para permitir a los trenes cruzar a través de la cordillera de las Cascadas, fue más tarde (a partir de 1928) utilizado para alimentar la electrificación del ferrocarril de Wenatchee a Skykomish.

## Contaminación
Varios tóxicos químicos prohibidos desde hace décadas en Washington continúan perdurando en el medio ambiente y se concentran en la cadena alimenticia, amenazando a las personas y al medio ambiente, según tres estudios recientes del Departamento de Ecología del estado de Washington. En 2007, el Departamento de Salud de Washington aconsejó a la población que no comiera pescado blanco de montaña del río Wenatchee desde Leavenworth río abajo hasta donde el río se une al Columbia, debido a los niveles insalubres de PCBs.

## Galería de imágenes

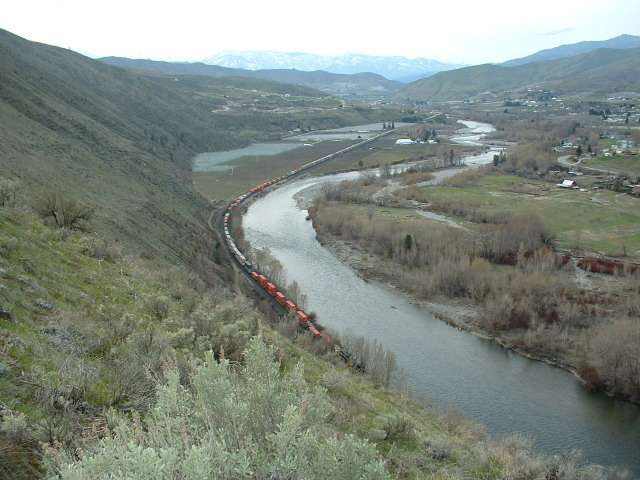
El ferrocarril sigue el curso del río
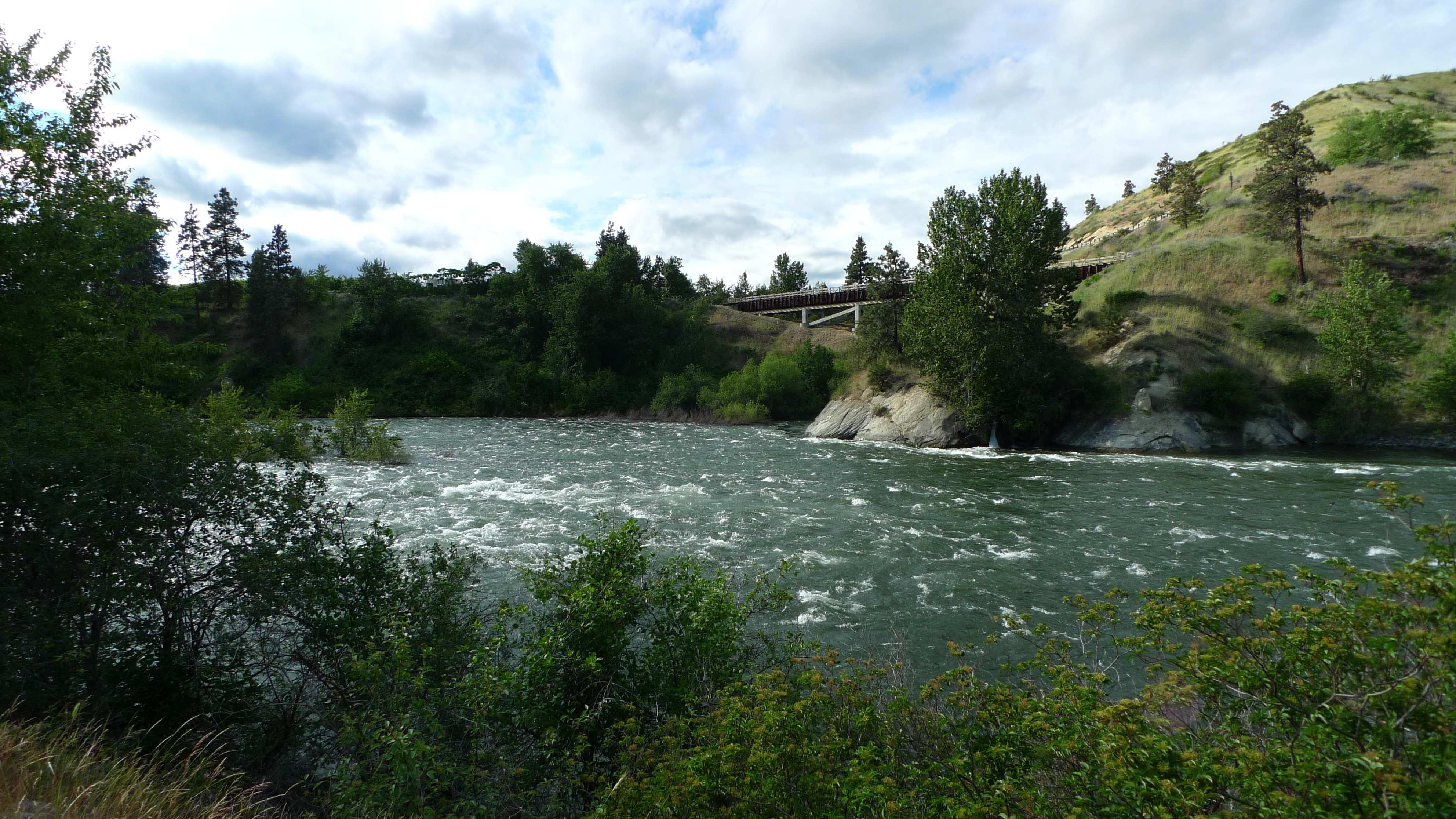
El río en Dryden
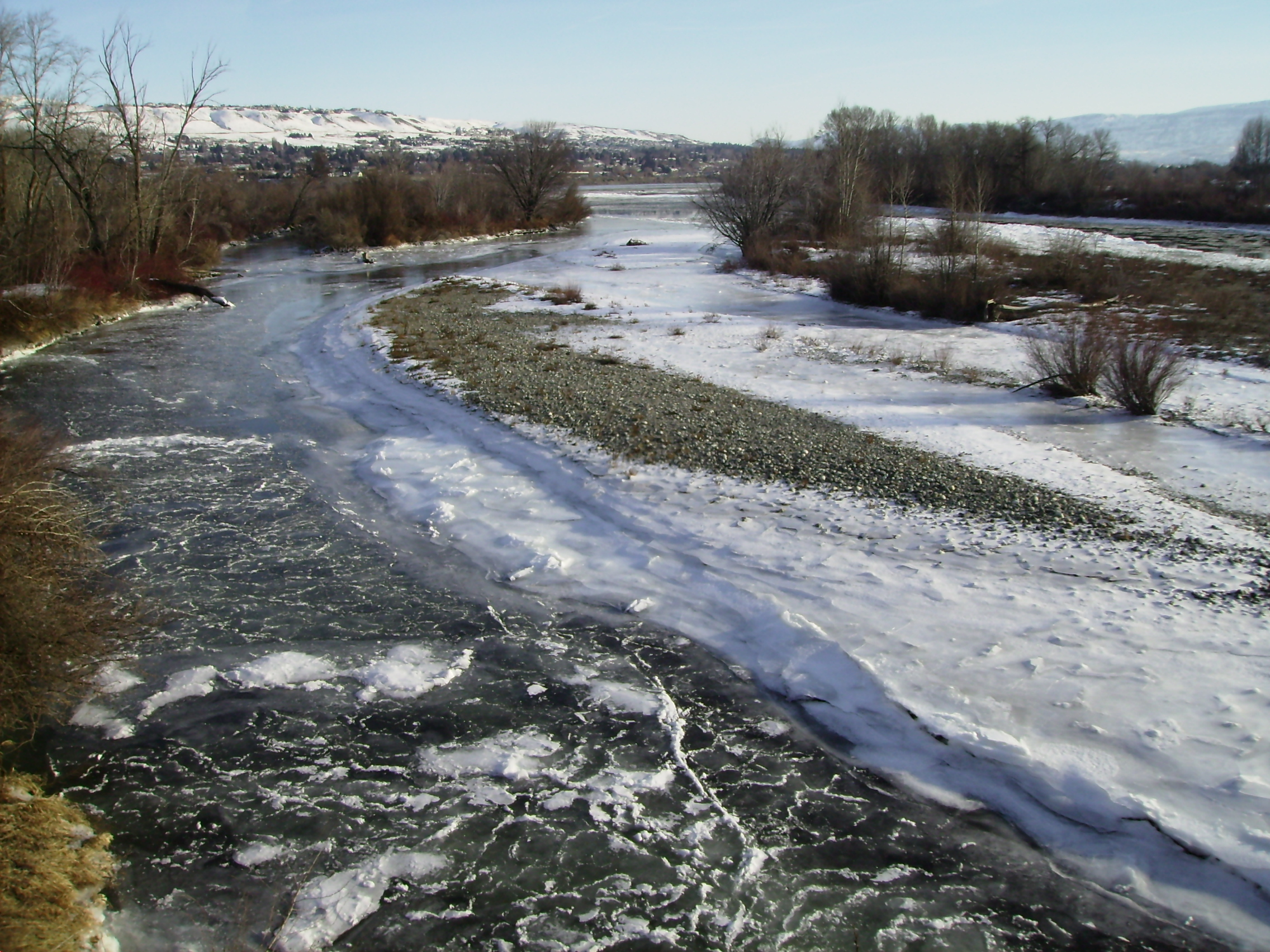
Confluencia helada con el Columbia
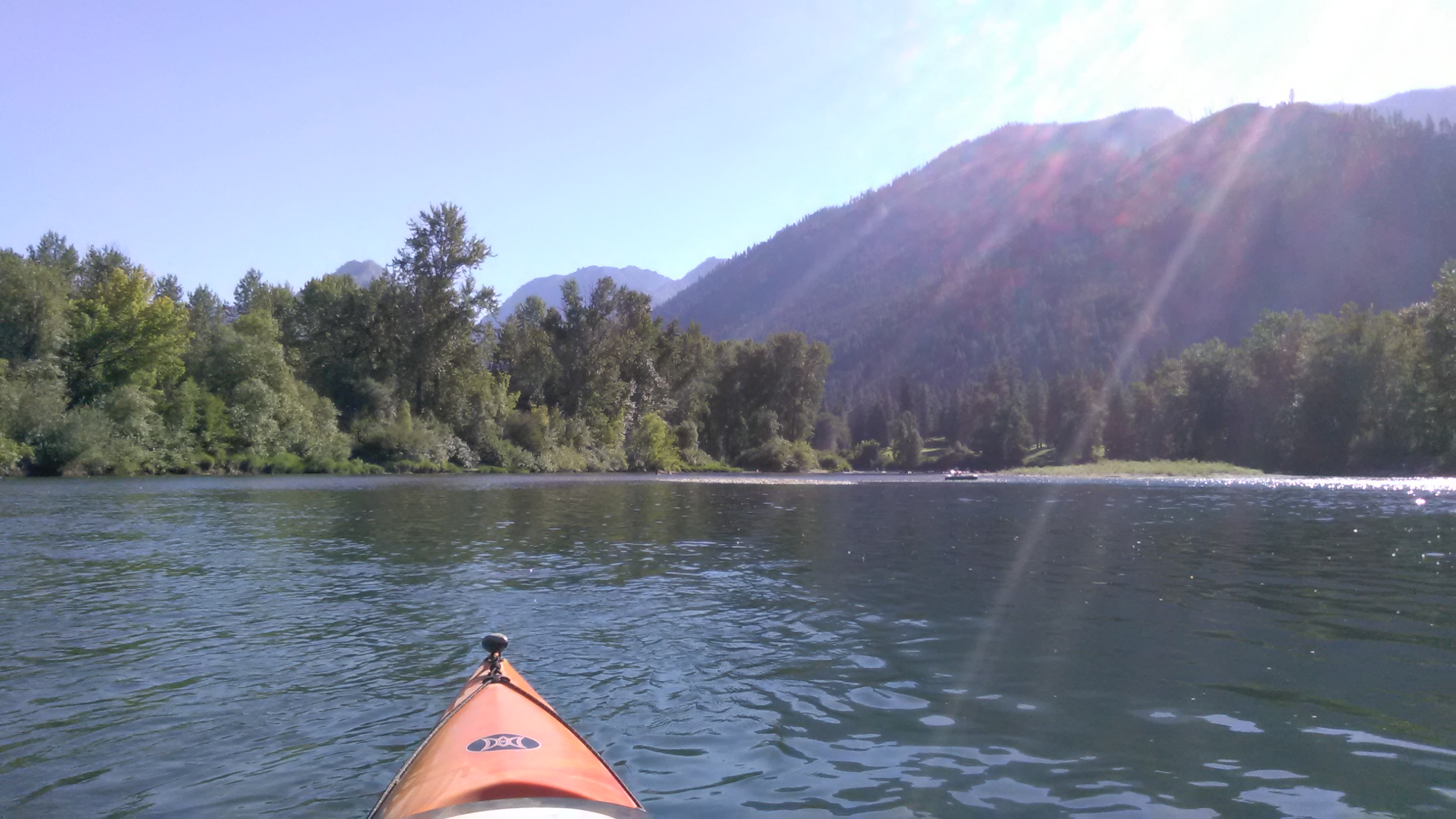
El río en Leavenworth